# Muži jsou z Marsu, ženy z Venuše
Muži jsou z Marsu, ženy z Venuše (anglicky Men Are from Mars, Women Are from Venus) je populárně psychologická kniha spisovatele Johna Graye, vydaná v roce 1992. Kniha se stala bestsellerem a tématem všech jeho dalších knih a profesních aktivit.

## Přijetí a kritika
Odborníky bývá kritizován za pseudovědecké názory a za to, že psychologické poznání omezil na souhrn stereotypů. Kromě toho byl obviněn, že si část myšlenek vypůjčil od autorky Deborah Tannen. V reakci na to sice přiznal určité podobnosti, ale plagiátorství popřel a uvedl, že její knihu ani nečetl.

## České vydání knihy
Do češtiny knihu přeložil Václav A. Černý a vydalo ji roku 1992 nakladatelství Práh z Prahy.
- Muži jsou z Marsu, ženy z Venuše a děti jsou z nebe : zásady pozitivního rodičovství, vedoucí k výchově spolupracujících, sebevědomých a citlivých dětí. Praha : Práh : Knižní klub, 2000. ISBN 80-7252-031-8.